# Primaballerina
"Primaballerina" är en sång från 1969, ursprungligen framförd av den svenska sångerskan Siw Malmkvist och skriven av Hans Blum. Den var Västtysklands bidrag till Eurovision Song Contest 1969. Siw Malmkvist var den andra av tre kvinnliga skandinaviska  sångare att representera Västtyskland i tävlingen under övergången mellan 1960- och 70-talen, den första var norskan Wenche Myhre 1968 med "Ein Hoch der Liebe" och den tredje danskan Gitte Hænning med "Junger Tag 1973. Siw Malmkvist hade tidigare representerat sitt hemland Sverige i Eurovision Song Contest 1960 med "Alla andra får varann".

## Om låten
"Primaballerina" är en midtempo-"schlagerlåt". Den sjungs till en porslinfigur på en klocka .

## I Västtysklands nationella final
Tre sångare deltog i Västtysklands nationella final av Eurovision Song Contest 1969, och alla framförde de tre låtar. Det var den tredje låten som framfördes av Siw Malmkvist och den sjunde låten som totalt framfördes i första röstningsomgången, efter Peggy March med “Aber die Liebe bleibt bestehn” och Rex Gildo med “Festival der jungen Liebe” och första i andra omgångens omröstning kvarstod bara tre låtar. I finalomgången fick låten sju poäng av 13 möjliga, och låten skickades därmed till Eurovision Song Contest i Madrid.  

## I Eurovision Song Contest
Låten var 13:e ut den kvällen, efter Norges Kirsti Sparboe med "Oj, oj, oj, så glad jeg skal bli" och före Frankrikes Frida Boccara med "Un jour, un enfant". I slutet av omröstningen hade den fått åtta poäng, och placerade sig på nionde plats av 16 (delad med Sveriges Tommy Körberg med "Judy min vän"). Den efterträddes av  Västtysklands låt i Eurovision Song Contest 1970 av Katja Ebstein med "Wunder gibt es immer wieder".

## Andra versioner

### Andra versioner av Siw Malmkvist
Siw Malkvist spelade in låten I tvåa andra språkversioner, på sitt modersmål svenska  och på spanska. Titeln behölls i båda versioner.

### Coverversioner
Flera coverversioner av låten spelades in: 
- Den estniske sångaren Heli Lääts spelade in en cover på låten som “Kaunid Baleriinid” på estniska. En dansremix släpptes också[5].
- Två nederländska sångare spelade in låten på nederländska: Imca Marina[6] och Patricia Dee[7].
- Den finländske sångaren Robin spelade in låten på finska som “Prinsessa”.
- Paul Mauriat spelade in en instrumental version av låten.

## Släpp och kommersiell framgång
Låten släpptes på vinylsingel med “Mir fehlt der Knopf am Pyjama” som B-sida. Den gick in på de västtyskla singellistorna med topplaceringen #13. Det är Siw Malmkvists tredje sista singel på listorna i dag (2010). Den var mest framgångsrika västtyska bidrag sedan “Zwei kleine Italiener” i Eurovision Song Contest 1962 och den andra mest framgångsrika någonsin då den kom. Låten släpptes även på flera av Siw Malmkvists greatest hits-samlingsskivor och på tyska Eurovision Song Contest-samlingsskivor.